# Politolana concharum
Politolana concharum är en kräftdjursart som först beskrevs av William Stimpson 1853.  Politolana concharum ingår i släktet Politolana och familjen Cirolanidae. Inga underarter finns listade i Catalogue of Life.